# Quận Clay, North Carolina
Quận Clay là một quận nằm ở tiểu bang Bắc Carolina.  Tại thời điểm năm 2000, quận có dân số 8.775 người. Quận lỵ đóng ở Hayesville6.
Quận được lập năm 1861 từ phần phía đông nam của quận Cherokee.

## Địa lý
Theo Cục điều tra dân số Hoa Kỳ, quận có tổng diện tích 221 dặm Anh vuông (571 km²), trong đó, 215 dặm Anh vuông (556 km²) là diện tích đất và 6 dặm Anh vuông (15 km²) trong tổng diện tích (2,67%) là diện tích mặt nước.

### Các thị trấn
Quận được chia thành 6 xã: Brasstown, Hayesville, Hiwassee, Shooting Creek, Sweetwater, và Tusquittee.

### Các quận giáp ranh
- Quận Macon, Bắc Carolina - Đông bắc
- Quận Rabun, Georgia - Đông nam
- Quận Towns, Georgia - Nam
- Quận Union, Georgia - Tây nam
- Quận Cherokee, Bắc Carolina - Tây bắc

## Thông tin nhân khẩu
Theo cuộc điều tra dân số2 tiến hành năm 2000, quận này có dân số 8.775 người, 3.847 hộ, và 2.727 gia đình sinh sống trong quận này. Mật độ dân số là 41 người trên mỗi dặm Anh vuông (16/km²). Đã có 5.425 đơn vị nhà ở với một mật độ bình quân là 25 trên mỗi dặm Anh vuông (10/km²).  Cơ cấu chủng tộc của dân cư sinh sống tại quận này gồm 98,01% người da trắng, 0,80% người da đen hoặc người Mỹ gốc Phi, 0,33% người thổ dân châu Mỹ, 0,09% người gốc châu Á, 0,07% người các đảo Thái Bình Dương, 0,15% từ các chủng tộc khác, và 0,56% từ hai hay nhiều chủng tộc.  0,83% dân số là người Hispanic hoặc người Latin thuộc bất cứ chủng tộc nào.
Có 3,847 hộ trong đó có 23,50% có con cái dưới tuổi 18 sống chung với họ, 59,80% là những cặp kết hôn sinh sống với nhau, 7,50% có một chủ hộ là nữ không có chồng sống cùng, và 29,10% là không gia đình. 26,30% trong tất cả các hộ gồm các cá nhân và 14,40% có người sinh sống một mình và có độ tuổi 65 tuổi hay già hơn.  Quy mô trung bình của hộ là 2,25 còn quy mô trung bình của gia đình là 2,68,
Phân bố độ tuổi của cư dân sinh sống trong huyện là 18,60% dưới độ tuổi 18, 6,20% từ 18 đến 24, 22,80% từ 25 đến 44, 29,80% từ 45 đến 64, và 22,70% người có độ tuổi 65 tuổi hay già hơn.  Độ tuổi trung bình là 47 tuổi. Cứ mỗi 100 nữ giới thì có 94,90 nam giới. Cứ mỗi 100 nữ giới có độ tuổi 18 và lớn hơn thì, có 91,40 nam giới.
Thu nhập bình quân của một hộ ở quận này là $31.397, và thu nhập bình quân của một gia đình ở quận này là $38.264, Nam giới có thu nhập bình quân $29.677 so với mức thu nhập $19.529 đối với nữ giới. Thu nhập bình quân đầu người của quận là $18.221, Khoảng 7,80% gia đình và 11,40% dân số sống dưới ngưỡng nghèo, bao gồm 14,60% những người có độ tuổi 18 và 13,00% là những người 65 tuổi hoặc già hơn.

## Thành phố và Thị trấn
- Hayesville
- Warne